# Episodi di Anna Winter - In nome della giustizia
La prima stagione della serie televisiva Anna Winter - In nome della giustizia è stata trasmessa in prima visione in Germania da ProSieben dal 23 aprile al 9 luglio 2008.
In Italia è stata trasmessa in prima visione da Rai 2 dal 4 luglio al 18 settembre 2009.
| nº | Titolo originale       | Titolo italiano         | Prima TV Germania | Prima TV Italia   |
| -- | ---------------------- | ----------------------- | ----------------- | ----------------- |
| 1  | Hauptgewinn Tod        | La vittima sbagliata    | 23 aprile 2008    | 4 luglio 2009     |
| 2  | Machtspiele            | Giochi mortali          | 30 aprile 2008    | 11 luglio 2009    |
| 3  | Isabella               | Isabella                | 7 maggio 2008     | 18 luglio 2009    |
| 4  | Kunstfehler            | Questione di pelle      | 14 maggio 2008    | 1º agosto 2009    |
| 5  | Das Erbe unserer Väter | Le colpe dei padri      | 21 maggio 2008    | 7 agosto 2009     |
| 6  | Trittbrettfahrer       | Il sequestro            | 28 maggio 2008    | 8 agosto 2009     |
| 7  | Singles                | Club per cuori solitari | 4 giugno 2008     | 28 agosto 2009    |
| 8  | Die wilden Siebziger   | I selvaggi anni '70     | 11 giugno 2008    | 2 settembre 2009  |
| 9  | Große Fische           | Pesci grossi            | 18 giugno 2008    | 3 settembre 2009  |
| 10 | Maskenball             | Omicidio in maschera    | 25 giugno 2008    | 4 settembre 2009  |
| 11 | Siri                   | L'antiquario            | 2 luglio 2008     | 11 settembre 2009 |
| 12 | Schwarze Tage          | Giorni bui              | 9 luglio 2008     | 18 settembre 2009 |

## La vittima sbagliata
- Titolo originale: Hauptgewinn Tod
- Diretto da: Philipp Kadelbach
- Scritto da: Ariane Homayounfar, Frank Weiss

### Trama
Anna prende in carico il caso di Jörg Naumann, in carcere per la morte della moglie e sull'orlo del suicidio per l'imminente adozione della figlia da parte della famiglia a cui è affidata. Tre anni prima durante una vacanza a Berlino Britta Naumann era stata brutalmente assassinata nella loro camera d'albergo, senza che le telecamere di sorveglianza registrassero la presenza di altre persone oltre al marito.
- Ascolti Germania: telespettatori 2 750 000 – share 9,3%[2]

## Giochi mortali
- Titolo originale: Machtspiele
- Diretto da: Philipp Kadelbach
- Scritto da: Andreas Knop, Timo Gößler

### Trama
L'ex giudice Katharina Beck ottiene che la Winter si occupi del proprio caso: la donna è stata ritenuta colpevole di aver ucciso volontariamente Ben Fechter nel corso di un incontro sadomaso presso il club Wild Animals, dove la Beck conduceva una seconda vita come apprezzata dominatrice. L'attenzione di Sebastian viene subito attirata dal fatto che nel sangue della vittima sia stata rinvenuta eroina, le cui proprietà anestetizzanti non sembrano opportune in una pratica nella quale si ricerca il dolore. Nel corso delle indagini emergono le gravi condizioni di salute di Marco.
- Ascolti Germania: telespettatori 1 580 000 – share 5,8%[3]

## Isabella
- Titolo originale: Isabella
- Diretto da: Philipp Kadelbach
- Scritto da: Jens Köster, Michael B. Müller, Timo Gößler, Andreas Knop

### Trama
Un anonimo cliente incarica la squadra di scagionare Isabella Prado Falcon, una tata cilena condannata a due anni e sei mesi di prigione per la morte di Marcel Trautmann, il piccolo che accudiva.
- Ascolti Germania: telespettatori 1 930 000 – share 7,2%[4]

## Questione di pelle
- Titolo originale: Kunstfehler
- Diretto da: Philipp Kadelbach
- Scritto da: Jens Köster, Michael B. Müller

### Trama
Anna assume il caso di Beate Simons, ritenuta colpevole dell'omicidio del marito Mark, per il quale la donna mostrava una marcata gelosia. L'uomo era stato ucciso una notte nella clinica presso cui lavorava come chirurgo estetico e la moglie era stata trovata vicino al suo cadavere.
- Ascolti Germania: telespettatori 1 560 000 – share 6,0%[5]

## Le colpe dei padri
- Titolo originale: Das Erbe unserer Väter
- Diretto da: Benjamin Quabeck
- Scritto da: Andreas Knop

### Trama
Marco ottiene che la squadra si occupi di Timo Wolf, in carcere per la morte del fratello Michael, con il quale aveva un difficile rapporto. Tre anni prima Timo aveva tentato di vendere delle armi a Michael, un immobiliarista arricchitosi con le ristrutturazioni delle case popolari della Germania Est. L'incontro si era concluso con l'esplosione di una granata, la morte di Michael e il ferimento di Timo. Durante le indagini il gruppo si arricchisce di un nuovo elemento.
- Ascolti Germania: telespettatori 1 500 000 – share 5,5%[6]

## Il sequestro
- Titolo originale: Trittbrettfahrer
- Diretto da: Benjamin Quabeck
- Scritto da: Ariane Homayounfar, Katrin Milhahn

### Trama
In una notte del 2003 era stato rapito dalla villa in cui viveva il piccolo Maximilian Messerschmidt, figlio di un ricco editore. Durante la consegna del riscatto veniva catturato Bernd Wolter, fino a poco tempo prima responsabile della sicurezza dei Messerschmidt, che nutriva un forte rancore nei confronti del suo ex datore di lavoro per l'improvviso licenziamento. Il bambino non fu mai ritrovato.
- Ascolti Germania: telespettatori 1 570 000 – share 6,1%[7]

## Club per cuori solitari
- Titolo originale: Singles
- Diretto da: Benjamin Quabeck
- Scritto da: Jens Köster

### Trama
Mentre Marco scopre che la sua ultima conquista è rimasta incinta, i colleghi studiano il caso di Wolfgang Brandt, da otto anni in prigione per l'omicidio della sua amante Jenny Wolf. Secondo l'accusa l'uomo, con un passato da militare, le avrebbe rotto l'osso del collo per evitare che svelasse a sua moglie la loro relazione e il fatto di aspettare un figlio da lui.
- Ascolti Germania: telespettatori 1 670 000 – share 6,2%[8]

## I selvaggi anni '70
- Titolo originale: Die Wilden Siebziger
- Diretto da: Benjamin Quabeck
- Scritto da: Michael B. Müller

### Trama
Malato terminale con pochi mesi ancora da vivere, l'ergastolano Siegfried Semle chiede alla Winter di riabilitare il proprio nome. Negli anni settanta il poliziotto Burkhard Antes era stato massacrato nel cortile di un palazzo mentre in strada si stavano svolgendo accesi scontri tra forze dell'ordine e militanti di sinistra.
- Ascolti Germania: telespettatori 1 390 000 – share 4,7%[9]

## Pesci grossi
- Titolo originale: Große Fische
- Diretto da: Thomas Stiller
- Scritto da: Frank Weiss

### Trama
La squadra cerca di scagionare il senzatetto Collin Lehmann dall'accusa di aver ucciso il pedante veterinario legale Matthias Steinheimer. Sebastian rivela ad Anna le delicate condizioni di salute di Marco.
- Ascolti Germania: telespettatori 1 430 000[10]

## Omicidio in maschera
- Titolo originale: Maskenball
- Diretto da: Thomas Stiller
- Scritto da: Andreas Knop

### Trama
Dopo due anni trascorsi in carcere per aver violentato una minorenne, l'ex scopritore di modelle Mario Wernicke faticava a ricostruirsi una vita a causa della sua vittima Sandy Seiler: la ragazza, convinta che l'uomo continuasse a costituire un pericolo per la società, distribuiva volantini di avvertimento nel suo quartiere. Al termine di un fallimentare incontro tra i due presso lo studio dell'analista di Sandy, la vettura di Wernicke investì la giovane, uccidendola sul colpo, mentre qualche ora più tardi l'uomo fu trovato in un bosco dopo aver tentato il suicidio con i gas di scarico della macchina. Due anni dopo la sua condanna all'ergastolo, l'ex fidanzata Christina Alex scopre una prova che mette in discussione la ricostruzione dei fatti e contatta la Winter. Isabella intanto viene convocata dall'ufficio dell'immigrazione.
- Ascolti Germania: telespettatori 680 000 – share 2,1%[9]

## L'antiquario
- Titolo originale: Siri
- Diretto da: Thomas Stiller
- Scritto da: Ariane Homayounfar

### Trama
Jonas Gremm convince Anna ad occuparsi del caso di suo padre Martin, mercante d'arte in prigione per la morte della seconda moglie Siri e del figlio più piccolo Pablo. Il procedimento giudiziario ha stabilito che l'omicidio sarebbe avvenuto a seguito del fallimento dell'attività professionale di Martin e della conseguente richiesta di divorzio di Siri. Durante le indagini Isabella rimane nascosta a casa della Winter.
- Ascolti Germania: telespettatori 1 320 000 – share 5,7%[11]

## Giorni bui
- Titolo originale: Schwarze Tage
- Diretto da: Thomas Stiller
- Scritto da: Katrin Milhahn

### Trama
Incapace di accettare il rifiuto di Anna di occuparsi del suo caso, l'ergastolano Robert Keller evade di prigione e la sequestra, imponendo alla sua squadra di dimostrare la propria innocenza in cambio della sua liberazione. Keller era stato ritenuto colpevole di aver ucciso con un attentato esplosivo il presidente della Aero Supply, compagnia che vende parti di ricambio per velivoli, dopo che la moglie e la figlia di Keller erano morte in un incidente aereo.
- Ascolti Germania: telespettatori 1 190 000 – share 4,3%[12]